# Joachim Kaintzik
Johannes Heinrich Joachim Kaintzik, auch Kaintzig (* 13. Dezember 1905 in Breslau; † 6. Mai 1961 in  Bad Godesberg) war ein deutscher Kriminalpolizist und Gestapobeamter zur Zeit des Nationalsozialismus, der während des Zweiten Weltkrieges in leitender Funktion bei der Geheimen Feldpolizei (GFP) tätig und dort mitverantwortlich für Kriegsverbrechen war. In der Bundesrepublik Deutschland war er beim Bundeskriminalamt (BKA) beschäftigt.

## Leben
Kaintzik begann nach der Reifeprüfung ein Studium der Medizin, dass er 1931 abbrach. Anschließend trat er in den Dienst bei der Kriminalpolizei Aachen ein und schloss im Dezember 1933 erfolgreich einen Kommissar-Lehrgang ab. Zum 1. Mai 1933 war er der NSDAP beigetreten (Mitgliedsnummer 2.132.871). Danach war er in Frankfurt am Main tätig. Er wechselte 1937 zum Geheimen Staatspolizeiamt nach Berlin, wo er in der Reichszentrale zur Bekämpfung der Homosexualität und Abtreibung das Sachgebiet Bekämpfung der Homosexualität leitete. Nach Gründung des Reichssicherheitshauptamtes (RSHA) und Eingliederung dieser Reichszentrale in das Reichskriminalpolizeiamt (RKPA) wurde er 1940 zum Kriminalrat ernannt.
Während des Zweiten Weltkrieges gehörte er der Geheimen Feldpolizei an. Zunächst war er bei der GFP-Gruppe 603 eingesetzt und ab 1. Mai 1942 bei der GFP Ost, u. a. war er in Lodz und Smolensk eingesetzt. Ab März 1943 war er leitender Feldpolizeidirektor der Heeresgruppe Süd und gehörte mit Bernhard Niggemeyer auf dem besetzten Gebiet der Sowjetunion zu den vier höchsten GFP-Befehlshabern. Kaintzik wurde mit dem Kriegsverdienstkreuz I. und II. Klasse ausgezeichnet. Er war als einer der Befehlshaber der „Gestapo der Wehrmacht“ mitverantwortlich für Kriegsverbrechen auf dem Gebiet der besetzten Sowjetunion.
Nach Kriegsende trat er 1953/54 in den Dienst des Bundeskriminalamts (BKA) ein und war zunächst bei der Sicherungsgruppe eingesetzt. Zum Regierungskriminalrat befördert, leitete er ab 1954 in der Nachrichtenabteilung das Referat Kapitalverbrechen und Diebstahl. Gegen Kaintzik, der früh starb, wurden wegen Kriegsverbrechen oder Verfolgung von Homosexuellen keine staatsanwaltlichen Ermittlungen aufgenommen oder ein Strafverfahren durchgeführt.
Seit 1926 war er Mitglied der katholischen Studentenverbindung KÖHV Leopoldina Innsbruck und später wurde er noch Mitglied der KDStV Winfridia Breslau.